# Кауыншы
Кауыншы (каз. Қауыншы) — село в Келесском районе Туркестанской области Казахстана. Входит в состав сельского округа Алпамыс батыра. Код КАТО — 515475200.

## Население
В 1999 году население села составляло 1217 человек (613 мужчин и 604 женщины). По данным переписи 2009 года, в селе проживало 1735 человек (879 мужчин и 856 женщин).